# Sono Cairo
Sono Cairo (Sout Alqahira, Sout Al Qahira eller Sawt al-Qahira: arabiska: شركة صوت القاهرة للصوتيات والمرئيات, "ljudet från Kairo") är ett egyptiskt statligt multimediaföretag.

## Företagshistoria
Företaget lanserade som ett privatägt skivbolag och övertogs av regeringen 1964 och blev landets största skivproducent. Från och med 2009 är företaget kontrollerat av regeringens informationsministerium.